# توکیو مارین

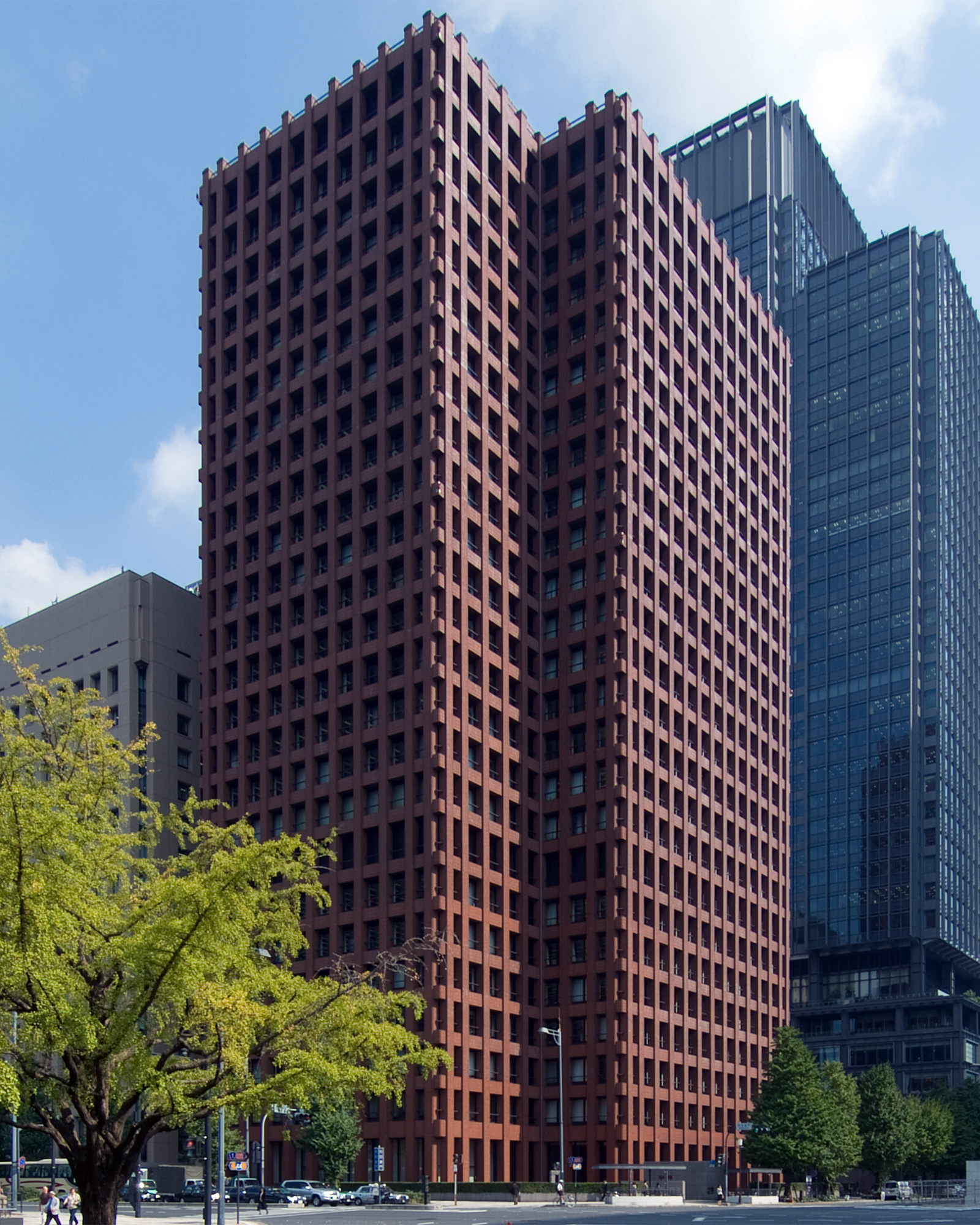
ساختمان مرکزی توکیو مارین

توکیو مارین (به ژاپنی: 株式会社東京海上ホールディングス) شرکت هلدینگ بیمه ژاپنی است، که در سال ۱۸۷۹ به‌عنوان قدیمی‌ترین شرکت بیمه ژاپن تأسیس شد و هم‌اکنون از شرکت‌های تابعه گروه میتسوبیشی به‌شمار می‌آید.
شرکت توکیو مارین در حال حاضر بزرگترین ارائه‌کننده خدمات بیمه اموال و بیمه‌های عمومی در ژاپن می‌باشد و هم‌اکنون دارای عملیات در ۳۸ کشور جهان است.
دفتر مرکزی این شرکت در شهر مارونواوچی، توکیو قرار دارد و بخشی از سهام آن در بازارهای بورس اوساکا و بورس توکیو معامله می‌شود.